# Maryamin, Afrin
Maryamin (tiếng Ả Rập: مريمين, cũng đánh vần Mariamein, Maryamayn, Mreimin Afrin hoặc Maryamayn Afrin) là một ngôi làng ở phía tây bắc Aleppo Tỉnh phía tây bắc Syria. Về mặt hành chính, ngôi làng thuộc về Nahiya Afrin ở quận Afrin. Các địa phương gần đó bao gồm Jalbul ở phía nam, Afrin ở phía tây, Qatma ở phía bắc và A'zaz ở phía đông. Trong cuộc điều tra dân số năm 2004, Maryamin có dân số là 810.
Maryamin được ghi nhận là "một ngôi làng nổi tiếng của Aleppo" bởi nhà địa lý người Syria thế kỷ 13 Yaqut al-Hamawi. Vào ngày 10 tháng 3 năm 2018, Quân đội Syria Tự do được Thổ Nhĩ Kỳ hậu thuẫn đã chiếm được ngôi làng từ Quân đội Cách mạng, một phần của Lực lượng Dân chủ Syria.